# Margarida Teresa de Habsburgo
Margarida Maria Teresa de Habsburgo (Madrid, 12 de julho de 1651 - Viena, 12 de março de 1673) foi a esposa do imperador Leopoldo I e Imperatriz Consorte Romano-Germânica de 1666 até à sua morte. Era filha do rei Filipe IV da Espanha e da sua segunda esposa, a arquiduquesa Maria Ana da Áustria, e irmã de Carlos II da Espanha, último rei da Casa de Habsburgo da Espanha.
Margarida é a a figura central do famoso quadro As Meninas, de Diego Velázquez.

## Família

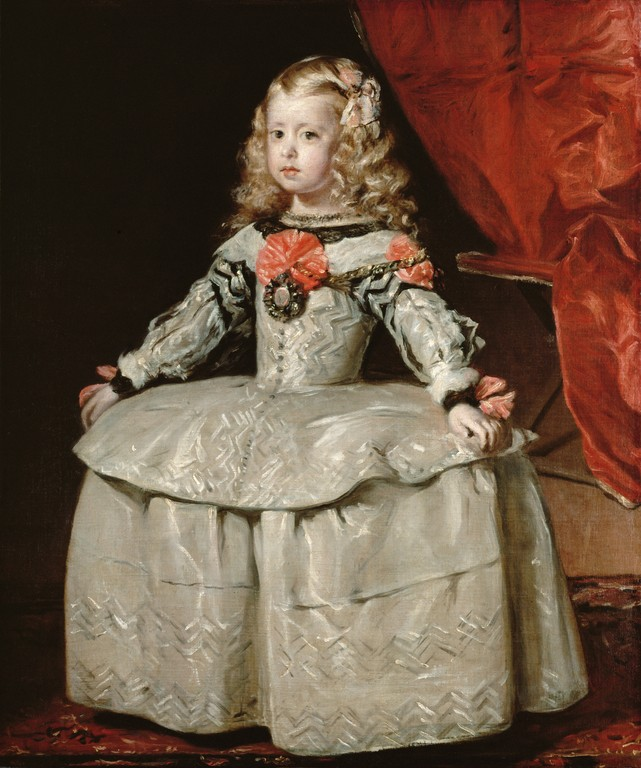
Retrato da Infanta Margarida, por Diego Velázquez

Nascida em 12 de julho de 1651, Margarida Maria Teresa era a primeira dos cinco filhos do rei Filipe IV da Espanha com sua segunda esposa e sobrinha, a arquiduquesa Maria Ana da Áustria. Por causa deste casamento arranjado, a mãe de Margarida era quase trinta anos mais nova do que seu pai. A união de seus pais foi feita puramente por razões políticas, principalmente a busca de um novo herdeiro masculino para o trono espanhol após a morte prematura de Baltasar Carlos, Príncipe das Astúrias em 1646. Além dele, o outro único descendente sobrevivente do primeiro casamento de de Filipe IV era a infanta Maria Teresa, que tornou-se rainha da França como consorte do rei Luís XIV. Depois de Margarida, entre 1655 e 1661 mais quatro filhos nasceram do casamento entre Filipe IV e Maria Ana da Áustria, mas apenas um sobreviveu à infância, o futuro rei Carlos II da Espanha.
Apesar do alto grau de consanguinidade em sua família, Margarida Teresa não desenvolveu os sérios problemas de saúde e incapacidades que seu irmão mais novo mostrou desde seu nascimento. De acordo com os contemporâneos, Margarida Teresa era uma menina bonita, dotada de um caráter doce e alegre que recebeu esmerada educação na estrita corte de Madrid. Era também a filha favorita do rei Filipe IV, que em suas cartas particulares se referia a ela com mi alegría ("Minha Alegria").

## Casamento
O Conde de Fuensaldaña, embaixador espanhol na França, sugeriu que Margarita poderia se casar com o rei Carlos II da Inglaterra, ansiando evitar um casamento entre Carlos II e a infanta Catarina de Bragança, filha do rei D. João IV do Reino de Portugal, que tinha restaurado sua independência da Espanha em 1640. No entanto, Filipe IV rejeitou esta proposta, respondendo que Carlos II da Inglaterra deveria procurar uma esposa na França.
Contudo, pela necessidade de um casamento dinástico entre os ramos espanhol e austríaco da Casa de Habsburgo, Margarida Teresa ficou noiva, ainda criança, de seu tio materno e primo paterno, o imperador Leopoldo I. Seu pai estipulou que ela deveria manter sua posição na linha de sucessão ao trono espanhol e passar seus direitos de sucessão aos seus descendentes, algo que Leopoldo aceitou de bom grado.
Em 28 de abril de 1666 Margarida viajou de Madrid a Viena, acompanhada por seu séquito pessoal, chegando em Viena no dia 25 de novembro do mesmo ano. Em 5 de dezembro de 1666, ocorreu a solene entrada da infanta em Viena e a cerimônia oficial de casamento foi celebrada sete dias depois, em 12 de dezembro. As celebrações que se realizaram na capital austríaca por ocasião do casamento imperial (que estavam entre as mais esplêndidas de toda a era barroca)  duraram quase dois anos. Um dos eventos mais ilustres durante o reinado de Leopoldo foi a esplêndida performance da ópera Il pomo d'oro ("A maçã de ouro"), pelo compositor italiano Antonio Cesti, a fim de celebrar o aniversário de dezessete anos da imperatriz, em julho de 1668. A ocasião é considerada o apogeu da ópera barroca em Viena, durante o século XVII.

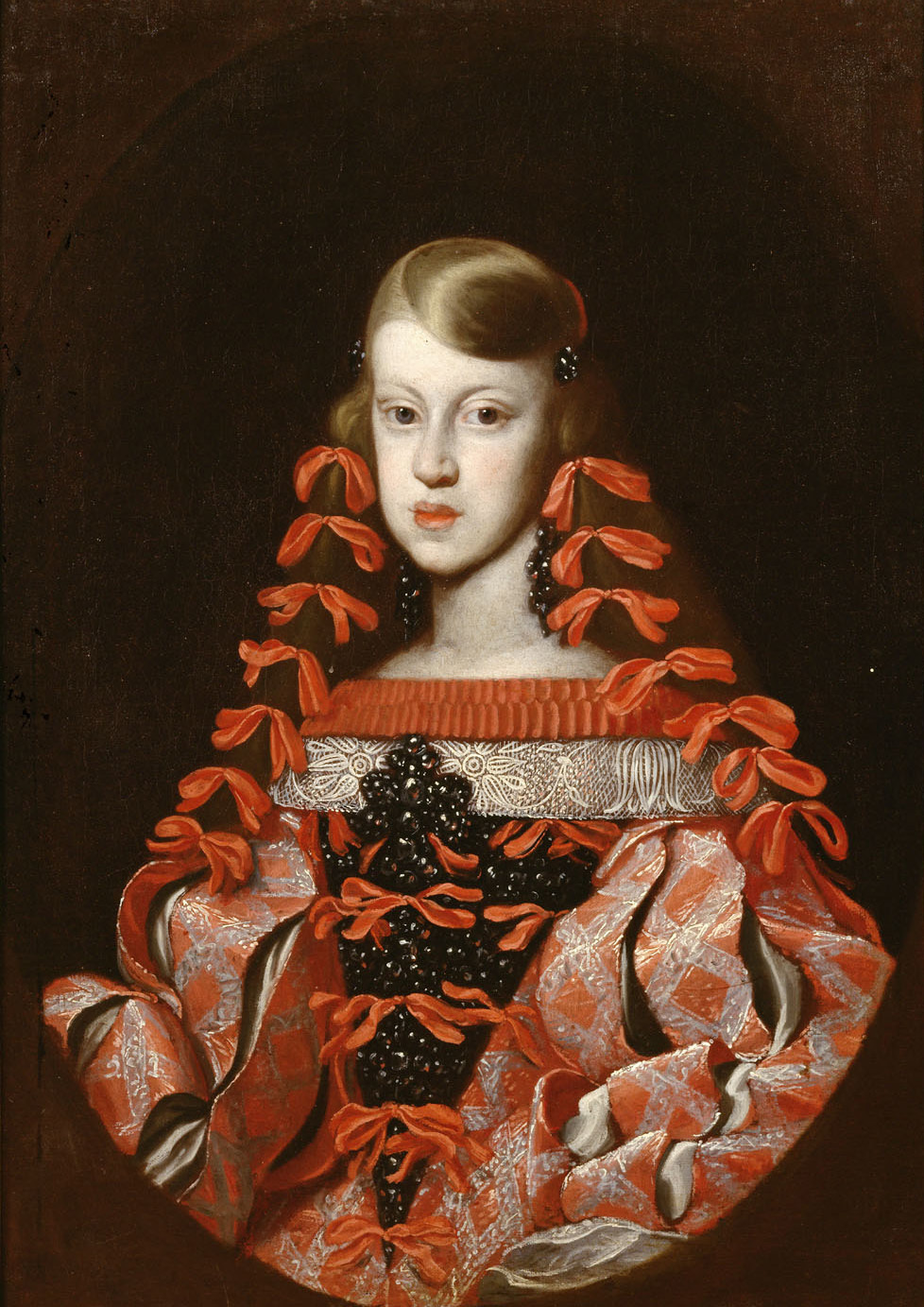
Margarida

## Imperatriz Romano-Germânica

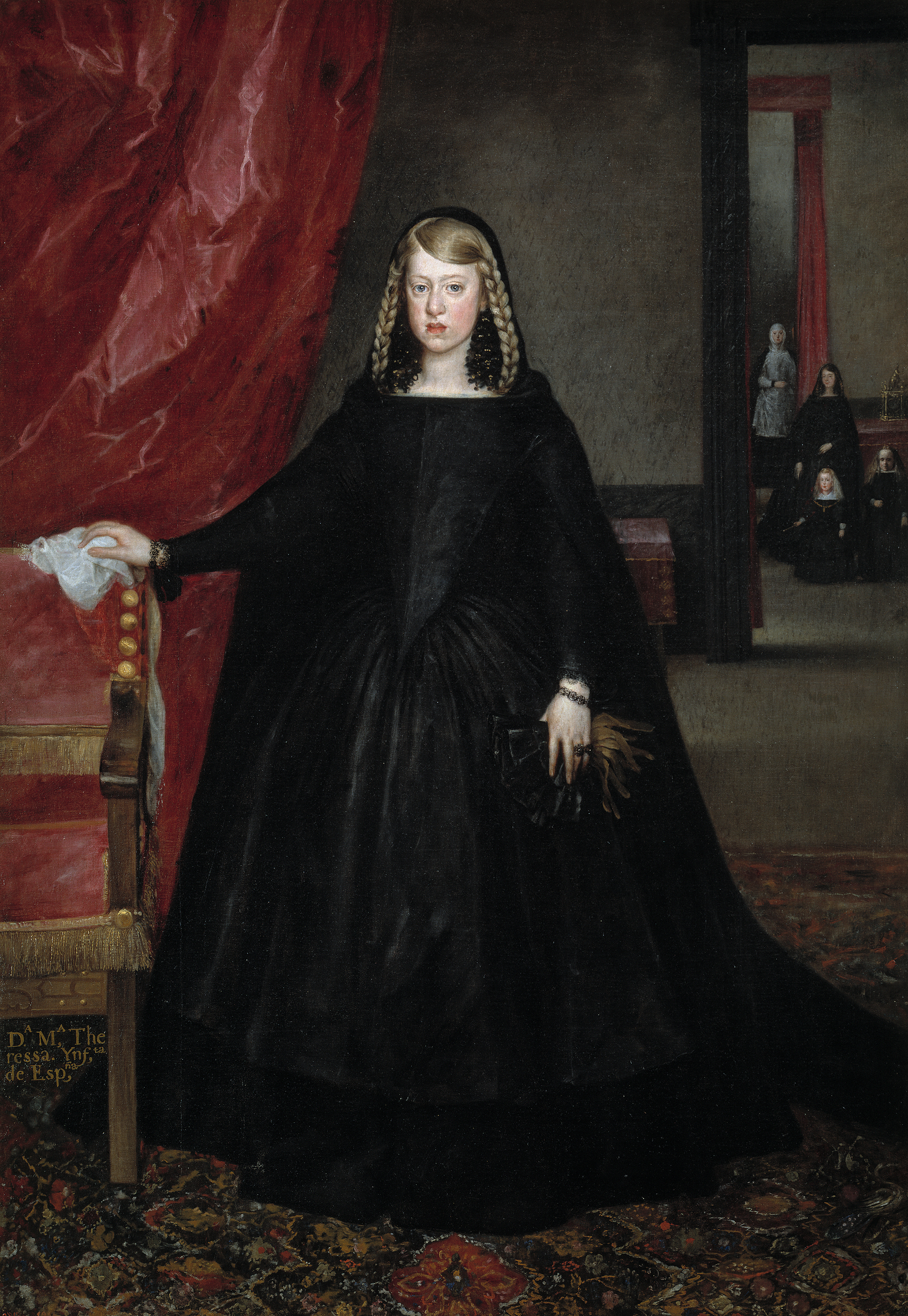
Imperatriz Margarida trajando luto pelo pai

Apesar da diferença de idade (onze anos) e da aparência não atrativa de Leopoldo I, o casal foi bastante feliz, já que tinham vários interesses em comum, tais como música e teatro. Embora tivesse sido apelidada como Gretl por seu marido, Margarida Teresa continuou chamando-o de "tio". Durante seus seis anos de casamento, Margarida deu à luz quatro filhos, dos quais apenas um sobreviveu à infância, a arquiduquesa Maria Antônia da Áustria. Suas gravidezes múltiplas vieram enfraquecer a sua saúde já frágil.
A imperatriz era muito católica, e influenciou seu marido a apoiar a expulsão dos jesuítas. Durante a celebração de Corpus Christi em 1670, o imperador ordenou a destruição da sinagoga de Viena onde no local foi construída uma igreja por sua ordem.
Mesmo depois de seu casamento, Margarida manteve seus costumes espanhóis, o que levou a um forte sentimento anti-espanhol na corte imperial; cercada quase exclusivamente por sua comitiva nativa (que incluía secretários, confessores e médicos), ela amava a música e os balés espanhóis e, portanto, mal aprendeu a língua alemã. Os cortesões expressaram abertamente a esperança de que a imperatriz fraca morresse logo e assim daria a oportunidade de Leopoldo se casar novamente. Além de seu devoto marido, o único amigo que ela tinha na corte era a imperatriz viúva Leonor de Gonzaga.
Margarida Teresa faleceu aos vinte e um anos, após ter adoecido de bronquite, em consequência do parto de sua filha Maria Ana; isso, juntamente com sua saúde já enfraquecida devido a quatro partos vivos e pelo menos dois abortos espontâneos durante seu casamento. Foi sepultada na Cripta Imperial em Viena. Apenas quatro meses depois, o imperador viúvo apesar de seu pesar pela morte de sua "única Margareta", casou-se novamente com a arquiduquesa Cláudia Felicidade da Áustria. Após a morte de Margarida, seus direitos sob o trono espanhol foram herdados por sua única filha sobrevivente, Maria Antônia, que por sua vez abdicou a favor se seu único filho sobrevivente, o príncipe José Fernando da Baviera. Após a morte precoce de José Fernando em 1699, os direitos sob a coroa espanhola foram disputados tanto pelo imperador Leopoldo I quanto pelo rei Luís XIV da França, genro do rei Filipe IV, o que desencadeou a Guerra de Sucessão Espanhola. O resultado da Guerra da Sucessão Espanhola foi a criação do ramo espanhol da Casa de Bourbon e seus direitos foram herdados por Filipe da França, Duque de Anjou, sobrinho-neto de Margarida.

## Filhos

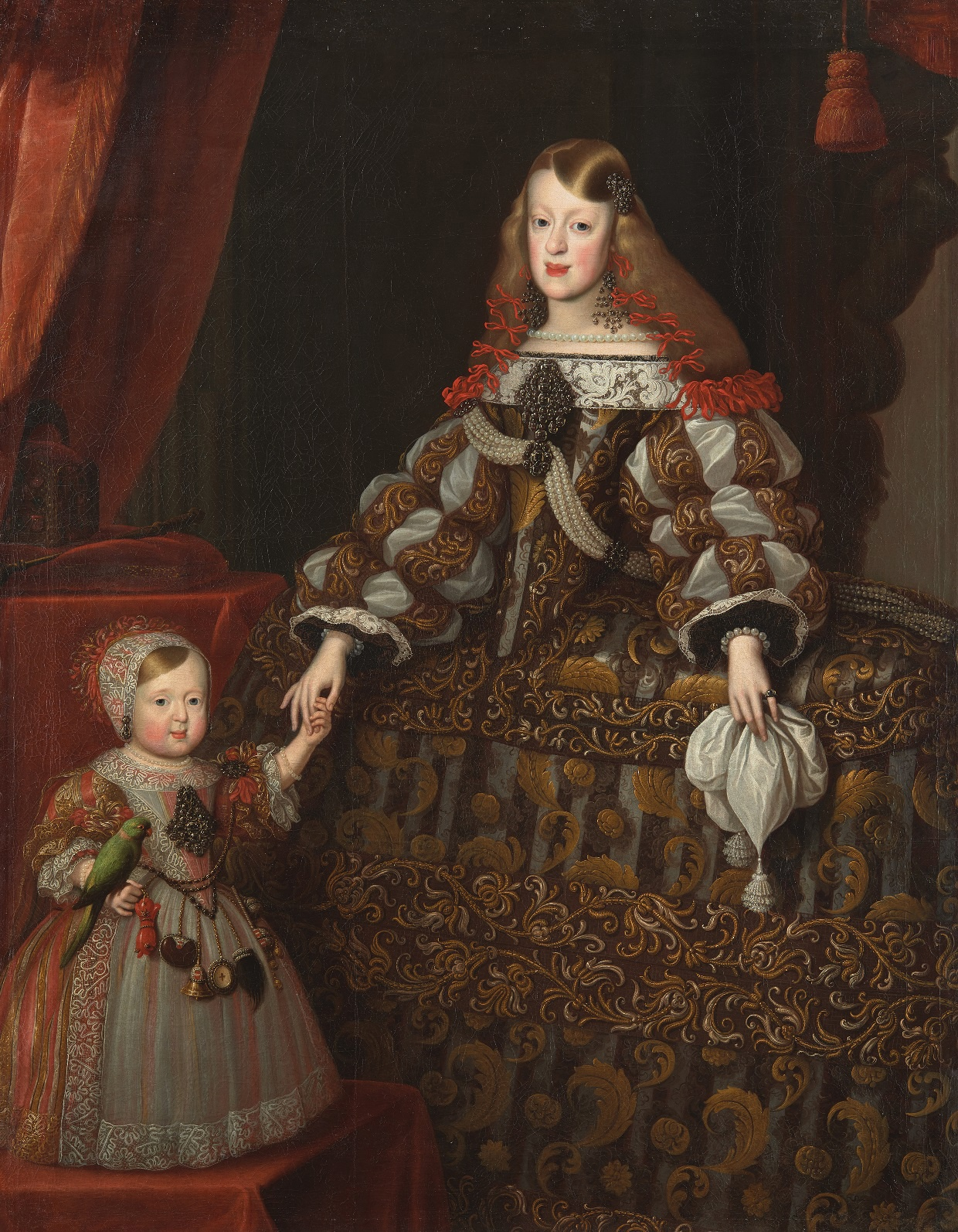
Imperatriz Margarida Teresa e sua filha Maria Antônia, de Jan Thomas van Ieperen, c. 1670

Margarida e Leopoldo tiveram quatro filhos, mas apenas um chegou a idade adulta:
- Fernando Venceslau (28 de setembro de 1667 - 13 de janeiro de 1668), morreu na infância;
- Maria Antônia (18 de janeiro de 1669 - 24 de dezembro de 1692), arquiduquesa da Áustria e presuntiva herdeira da coroa espanhola.[16] Ela casou-se com Maximiliano II Emanuel da Baviera, com quem teve três filhos, onde apenas um sobreviveu a ela, José Fernando da Baviera, nomeado herdeiro da monarquia da Espanha.[17] A morte prematura deste aos seis anos de idade, resultou em uma crise de sucessão na Espanha, e, fez com que após a morte de Carlos II, eclodisse a chamada Guerra da Sucessão Espanhola;
- João Leopoldo (20 de fevereiro de 1670), morreu algumas horas após o nascimento;
- Maria Ana (9 de fevereiro de 1672 - 23 de fevereiro de 1672), morreu na infância.

## Influência na cultura

As Meninas
Diego Velázquez, 1656, Museu do Prado

A pintura mais famosa de Velázquez na série dos retratos feitos da infanta é o quadro As Meninas, atualmente exposto no Museu do Prado em Madrid. No retrato, o artista pintou a infanta aos 5 anos em seu estúdio enquanto trabalhava em um retrato de seus pais. Ela está cercada por suas damas de companhia e outros cortesãos, seus olhos estão cravados em seus pais, cujo reflexo é visível no espelho na parede. A tela foi a inspiração para Pablo Picasso, que em 1957 criou mais de quarenta variações desta obra. A imagem de Margarida, encarnada nas pinturas de Velázquez, inspirou não somente pintores. O poeta Boris Pasternak a menciona no poema Tempestade de Borboleta, no qual aparece-lhe como uma visão durante uma tempestade em Moscou.
Maurice Ravel teria se inspirado em Margarida Teresa de Habsburgo ao compor Pavane pour une Infante Défunte.
Oscar Wilde inspirou-se em Las Meninas quando escreveu The Birthday of the Infanta, um conto de fadas da coletânea A House of Pomegranates.

Em 2013, um diamante azul dado a infanta Margarida Teresa, quebrou os records em um leilão em Londres, vendido por 16,39 milhões de libras. Margarida ganho-o de seu pai quanto tinha somente 13 anos como parte do dote de seu noivado com o tio, Leopoldo I.

## Galeria de retratos

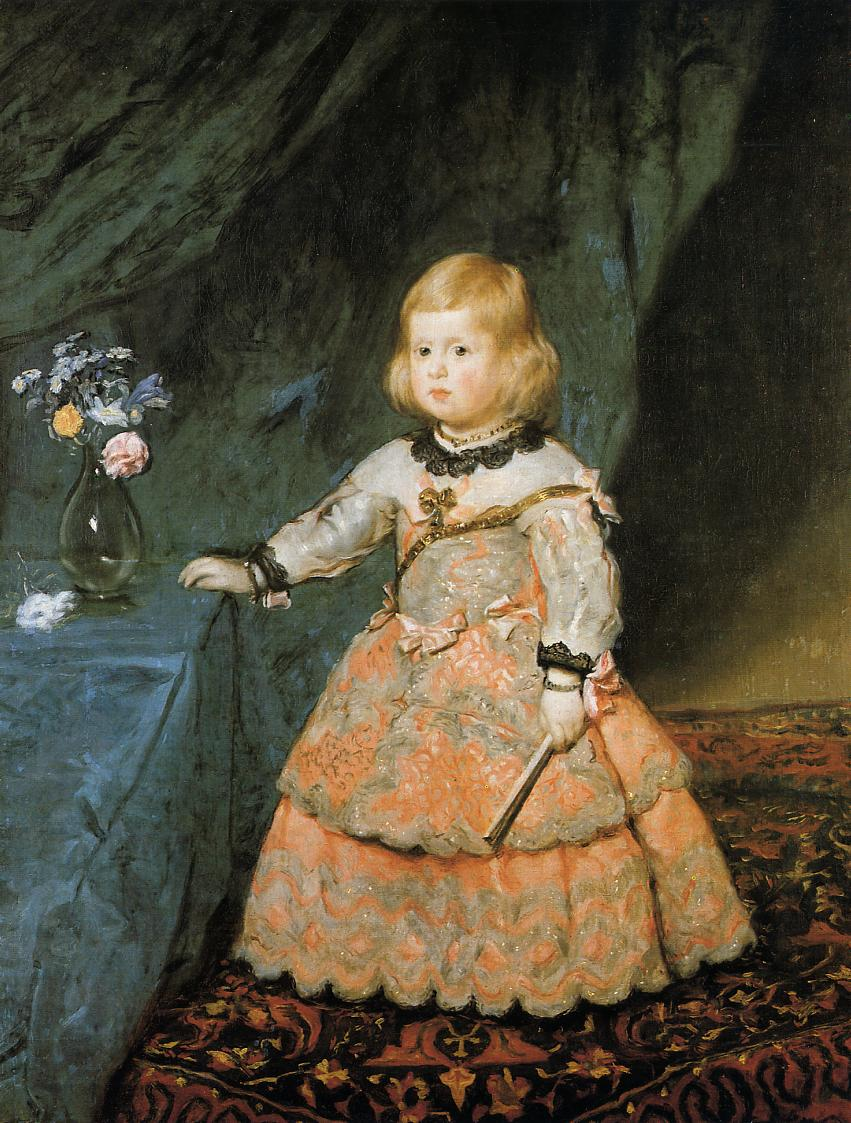
Infanta Margarida em vestido rosa (1654), Diego Velázquez, Museu de História da Arte, Viena, Áustria
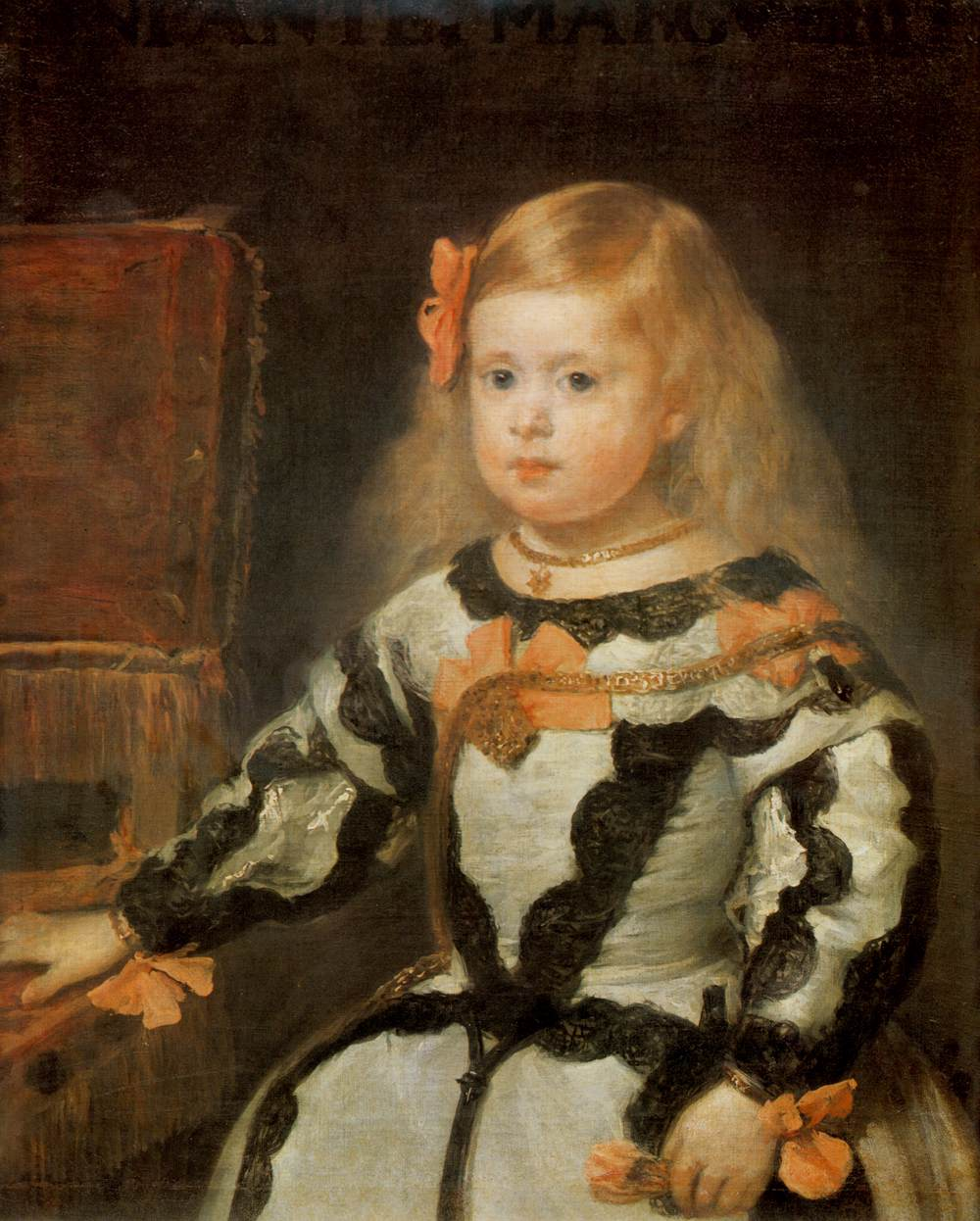
Infanta Margarida em retrato de Diego Velázquez, Museu do Louvre, Paris, França
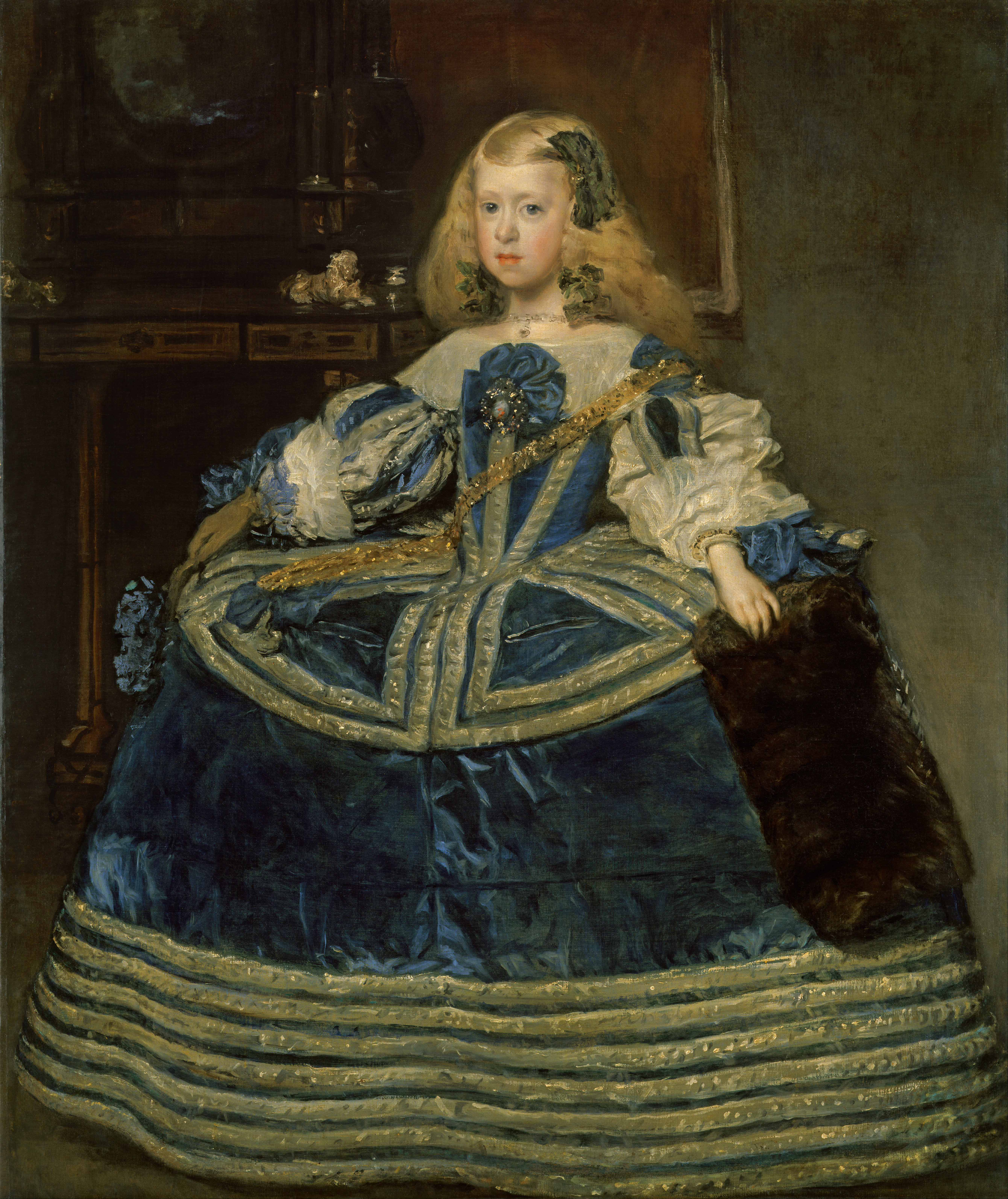
Infanta Margarida em vestido azul (1659), Diego Velázquez, Museu de História da Arte, Viena, Áustria
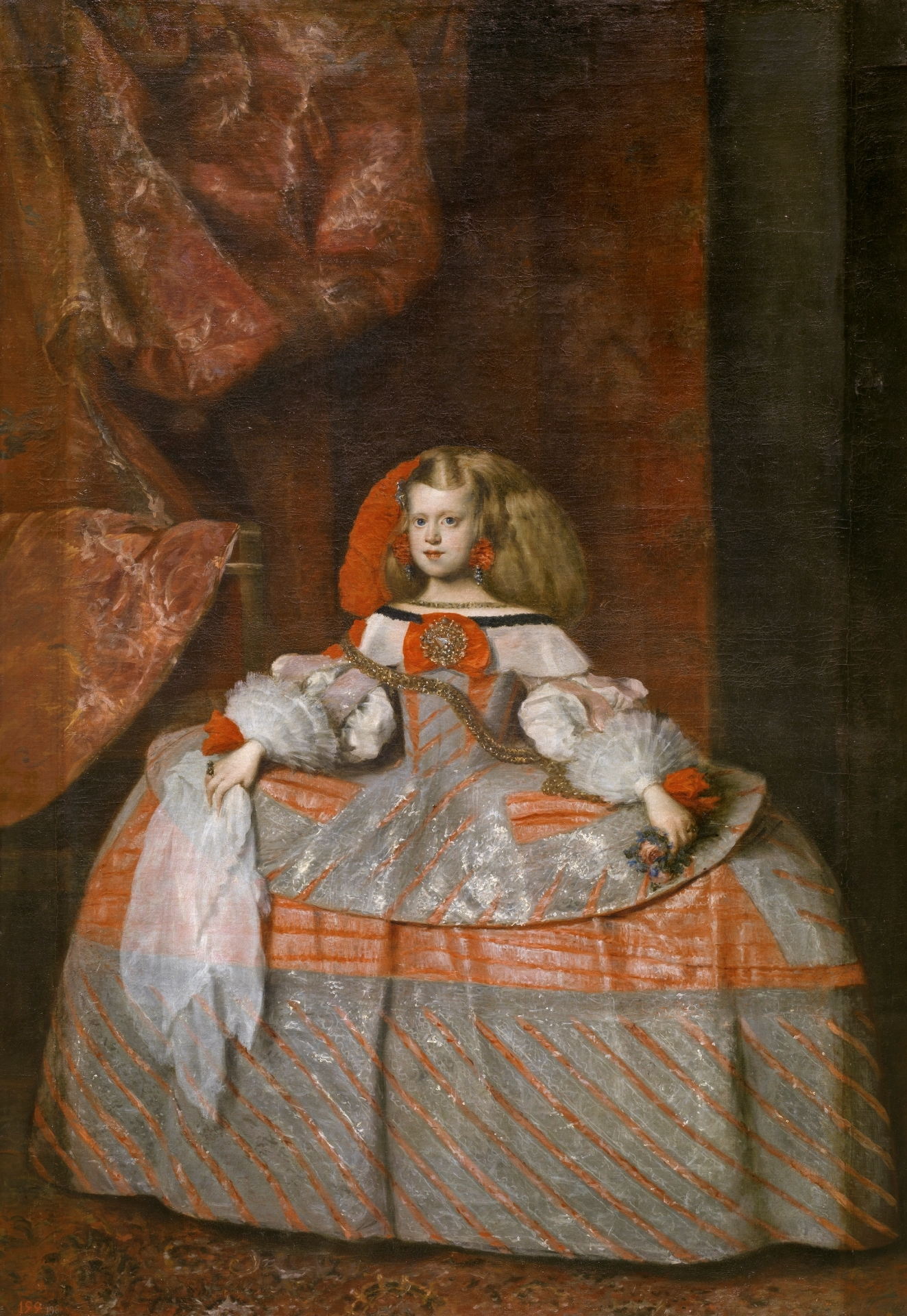
Infanta Margarida em vestido rosa (1660), Diego Velázquez, Museu do Prado, Madrid, Espanha